# Cinéma du réel
Cinéma du réel (česky doslovně Opravdové / Reálné kino) je mezinárodní filmový festival dokumentárních filmů, který organizuje Bibliothèque publique d'information (Bpi) v Paříži. Festival je významný pro dokumentární kinematografii ve Francii i v zahraničí. Každoročně nabízí odborníkům i široké veřejnosti zhruba 200 filmů promítaných v různých sekcích jak přímo v Centre Georges Pompidou, tak i v jiných promítacích sálech v Paříži i v Île-de-France.

## Historie
Festival založili Jean-Michel Arnold a Jean Rouch z Bpi v roce 1978, aby nahradil podobný festival L'Homme regarde l'homme (Člověk pozoruje člověka), který založil v roce 1975 Jacques Willemont.

## Ceny
- Grand prix du Cinéma du réel (8 000 €) - hlavní cena
- Prix Joris Ivens (7 500 €) udělovaná herečkou Marceline Loridan-Ivens, evropskou nadací Joris Ivens a asociací přátel Cinéma du réel
- Prix des bibliothèques (6 000 €) udělovaná Knihovní službou Ministerstva kultury a komunikací
- Prix international de la Scam (4600 €)
- Prix Louis Marcorelles pro filmy francouzské produkce (10 000 € a distribuce filmu na DVD v síti francouzských kulturních center v zahraničí) udělovaná Culturesfrance spravující kulturní centra
- Prix Vectracom (2500 €) pro krátkometrážní filmy
- Prix des jeunes (2500 €) cena mládeže s podporou Centre Georges Pompidou a Pařížské radnice
- Prix patrimoine de l'immatériel (2500 €) cena kulturního dědictví udělovaná ředitelstvím kulturního dědictví Ministerstva kultury a komunikací

## Sekce festivalu
- mezinárodní soutěž
- francouzský výběr
- sekce premiérových filmů (od roku 2010)
- sekce krátkometrážních dokumentárních filmů (od roku 2011)

## Sekce mimo soutěž
- Cinéastes à l'honneur, dédicaces et ateliers: retrospektiva věnovaná čtyřem filmařům, kteří jsou pozváni, aby mluvili o své práci
- Exploring documentary: každý rok představuje určitou formu dokumentární práce
- News from: představuje nové filmaře
- Mémoire du réel: nabízí výběr z děl představených v minulosti na festivalu

## Další akce
- dokumentární filmy pro děti
- dny profesionálů
- setkání a diskuse
- jednání "mimo zdi" v téměř 30 přidružených sálech